# パク・チャンファン
パク・チャンファン（박찬환、1957年7月18日  - ）は韓国の俳優。身長174cm。

## 概要
1982年MBC15期タレントとしてデビュー。

## 出演作品

### 映画
- 狂った愛の歌（1990年）
- 天国の階段（1991年）
- 女は思い出の中で家を作る（1992年）

### テレビドラマ
- 勝負師（1998年、SBS） - ウ・チュンソブ 役
- 王と妃（1998年-2000年、KBS） - 斉安大君 役
- ホジュン 宮廷医官への道（1999年-2000年、MBC） - 宣祖 役
- 商道（2001年-2002年、MBC） - ホン・デス（ホン・ギョンネ） 役
- 宮廷女官チャングムの誓い（2003年-2004年、MBC） - チャングムの実父、ソ・チョンス役
- 不滅の李舜臣（2004年-2005年、KBS） - クォン・ジュン 役
- 宮 -Love in Palace-（2006年、MBC） - イ・ヒョン（皇帝）役
- ファン・ジニ（2006年、KBS） - 中宗 役
- ハロー!お嬢さん（2007年、KBS） - イ・ドンギュ 役
- 正祖暗殺ミステリー8日（2007年、CGV） - シム・ファンジ 役
- シングルパパは熱愛中（2008年、KBS） - チョン・ギソク 役
- エデンの東（2008年-2009年、MBC） - マドロス・チェン 役
- 美賊イルジメ伝（2009年、MBC） - リエの父 役
- 欲望の炎（2010年-2011年、MBC） - ソン・ジノ 役
- 約束の恋人（2012年、TV朝鮮） - リム・チョロ 役
- ウンヒの涙（2013年、KBS） - チャ・ソック 役
- 私だけのあなた（2014年、SBS） - ペク・インソプ 役
- 凍える華（2016年、KBS） - ペク・ドンジン 役
- 輝け、ウンス（2016年-2017年、KBS） - キム・ジェウ 役
- その女の海～愛の行方～（2017年、KBS） - マ・サングク（カン・ミョンハン） 役
- 君の歌を聴かせて（2019年、KBS） - ホン・ジソプ 役